# 馬蒙王朝
馬蒙王朝，是中亞花剌子模地區一個伊朗人小王國，創始人馬蒙·伊本·穆罕默德是薩曼王朝總督。
他們的統治是短暫的（995-1017），共二十二年，傳四代，後亡於加茲尼王國。